# Discocalyx ladronica
Discocalyx ladronica är en viveväxtart som beskrevs av Carl Christian Mez. Discocalyx ladronica ingår i släktet Discocalyx och familjen viveväxter. Inga underarter finns listade i Catalogue of Life.